# Lydia (film 1941)
Lydia è un film del 1941 diretto da Julien Duvivier.
La pellicola, prodotto da Alexander Korda e adattata dal romanzo di Leslie Bush-Fekete Carnet du Bal, è erroneamente indicata come il remake hollywoodiano del precedente film di Duvivier Carnet di ballo del 1937 con il quale condivide solo l'inizio e l'ambientazione aristocratica.

## Trama
Lydia MacMillan, un'aristocratica donna in età avanzata, viene invitata nella sua casa di Boston da un medico, Michael Fitzpatrick, che da sempre è innamorato di lei senza esserne corrisposto. Nella stessa cena l'uomo inviterà tre uomini con i quali Lydia ha avuto delle relazioni sentimentali fallimentari e un quarto uomo, Richard Mason, che molto tempo prima l'aveva abbandonata senza fare mai più ritorno e che la donna ha sempre atteso.